# Mistrzostwa Świata w Strzelaniu z Wiatrówki 1979
Mistrzostwa Świata w Strzelaniu z Wiatrówki 1979 – pierwsze mistrzostwa świata, na których strzelano jedynie z broni pneumatycznych (tzw. wiatrówek). Rozegrano je w południowokoreańskim Seulu.
Przeprowadzono wówczas cztery konkurencje dla mężczyzn i tyleż samo konkurencji żeńskich. W klasyfikacji medalowej zwyciężyli reprezentanci Stanów Zjednoczonych.

## Klasyfikacja medalowa
Gospodarze mistrzostw
| Pozycja | Kraj              | Złoto | Srebro | Brąz | Łącznie |
| ------- | ----------------- | ----- | ------ | ---- | ------- |
| 1       | Stany Zjednoczone | 4     | 3      | 1    | 8       |
| 2       | Szwecja           | 1     | 1      | 1    | 3       |
| 3       | Szwajcaria        | 1     | 1      | 0    | 2       |
| 4       | Wielka Brytania   | 1     | 0      | 4    | 5       |
| 5       | RFN               | 1     | 0      | 0    | 1       |
| 6       | Korea Południowa  | 0     | 1      | 2    | 3       |
| 7       | Australia         | 0     | 1      | 0    | 1       |
| 7       | Kanada            | 0     | 1      | 0    | 1       |

## Wyniki

### Mężczyźni
| Konkurencja                            | Złoto                                                                  | Wynik     | Srebro                                                                      | Wynik     | Brąz                                                                    | Wynik     |
| Pistolet pneumatyczny, 10 m            | Geoffrey Robinson                                                      | 387 pkt.  | Thomas Guinn                                                                | 387 pkt.  | Ragnar Skanåker                                                         | 384 pkt.  |
| Pistolet pneumatyczny, 10 m, drużynowo | Szwecja Weith Andersson Stig Nilsson Staffan Oscarsson Ragnar Skanåker | 1525 pkt. | Stany Zjednoczone Jimmie Dorsey Don Hamilton Samuel Hunter Don Nygord       | 1524 pkt. | Korea Południowa Kim Jang-sik Lee Won-suk Lim Tae-ho Park Seung-Lin     | 1522 pkt. |
| Karabin pneumatyczny, 10 m             | Walter Hillenbrand                                                     | 390 pkt.  | Hans Bräm                                                                   | 386 pkt.  | Barry Dagger                                                            | 383 pkt.  |
| Karabin pneumatyczny, 10 m, drużynowo  | Szwajcaria Kuno Bertschy Hans Bräm Hansueli Minder Anton Mattle        | 1518 pkt. | Stany Zjednoczone David Cramer Ray Carter Michael Gross Ernest Van De Zande | 1515 pkt. | Wielka Brytania Malcolm Cooper John Churchill Barry Dagger Robert Joyce | 1514 pkt. |

### Kobiety
| Konkurencja                            | Złoto                                                      | Wynik     | Srebro                                                     | Wynik     | Brąz                                                       | Wynik     |
| Pistolet pneumatyczny, 10 m            | Ruby Fox                                                   | 385 pkt.  | Patricia Dench                                             | 379 pkt.  | Sally Carroll                                              | 378 pkt.  |
| Pistolet pneumatyczny, 10 m, drużynowo | Stany Zjednoczone Sally Carroll Ruby Fox Patricia Olsowski | 1128 pkt. | Szwecja Kerstin Hansson Gun Näsman Sally Remmert           | 1125 pkt. | Wielka Brytania Carol Bartlett Rosemarie Edgar Trudy Henry | 1112 pkt. |
| Karabin pneumatyczny, 10 m             | Karen Monez                                                | 391 pkt.  | Wanda Jewell                                               | 381 pkt.  | Chung Kyung-ok                                             | 379 pkt.  |
| Karabin pneumatyczny, 10 m, drużynowo  | Stany Zjednoczone Becky Braun Wanda Jewell Karen Monez     | 1140 pkt. | Korea Południowa Chung Kyung-ok Park Nam-soon Yoon Duk-nam | 1131 pkt. | Wielka Brytania Sarah Cooper Leslie Doddy Irene Daw        | 1114 pkt. |